# Туркеве
Туркеве (мађ. Túrkeve) је град у Мађарској. Туркеве је град у оквиру жупаније Јас-Нађкун-Солнок.

## Географија

### Локација
Град Туркеве се налази на источној ивици жупаније Јас-Нађкун-Солнок (између градова Кишујсалаш и Мезетур, на десној обали вештачки напревљеног речног тока Хортобађ-Берећо). Насеље покрива површину од 23.652 km2 (9.132,09 sq mi).
Подручја која се граниче са насељем а изван територије: Маломзуг, Кис-маломзуг, Нађ-каба, Киш-каба, Чудабала, Туркедски виноград, Туркед, Похамара, Пустатурпасто, Селеш-хат, Ердегарка, Морици-фелдек, Фехерто, Бочкоркерт, Њомаш и Толдикут
Суседна насеља: Кишујсалаш са севера, Ечегфалва са истока, Девавања са југоистока, Ђомаендред са југа, Мезетур са југозапада и Кунчорба са запада.
Град је познат по својој бањи, својим фестивалима (углавном Кеви јухас фестивал) и својим гастрономским специјалитетима. Због тога град сваке године посећују многи мађарски и страни (углавном немачки) туристи, што је, поред пољопривреде, један од најважнијих извора прихода за становнике насеља.

## Историја
Подручје Туркева било је насељено још од праисторије. У античко доба и почетком средњег века, све до освајања, овде су живеле скитско-сарматске етничке групе, а потом су регион населили Мађари освајачи. Први пут се помиње у документу мађарског краља Беле као Кевееђхаз (Keveegyház) 1261. године. Такође Бела IV је био тај који је населио Куне у том подручју. У насељу је и даље жива свест о кунском пореклу.
У Туркевеу постоји електрично осветљење од 1925. године, а исте године, у циљу побољшања водоснабдевања, избушена су два артешка бунара у насељу, које од 1929. носи назив окружни град.
Туркеве је у Другом светском рату задесио много озбиљнији ударац него у Првом светском рату. Совјети су стигли до Туркева 8. октобра 1944, али су Немци поново заузели град 20. октобра 1944. године. Совјети су опет окупирали Туркево у зору 22. октобра 1944. године. Нису ове борбе толико лоше утицале на град, већ оно што је уследило. Десило се да су два немачка тенка Тигар под окриљем ноћи дошла из Солнока на границу града и заузела ватрени положај у кукурузишту поред пута. Након што су убили неке совјетске војнике који су патролирали, повукли су се према Солноку. Када су Совјети пронашли тела, мислили су да је то дело мештана и зато су желели да запале град. Градске власти су то успеле да спрече, али само тако што су дозволиле Совјетима да слободно пљачкају. А Совјети, који су пљачкали и без овога, искористили су прилику да пљачкају „легално“.

## Становништво
Године 2001. 98% градског становништва изјаснило се као Мађари, а 2% као Роми.
Током пописа из 2011. године, 87,8% становника се изјаснило као Мађари, 2,4% као Роми, а 0,3% као Немци (12,2% се није изјаснило). Туркеве је један од најмање религиозних градова у Мађарској, 56,7% становништва је било нерелигиозно, док су 17,9% били мађарски реформисани (калвинисти) и 4,4% римокатолици.
Становништво града се смањило за 17,6% у 25 година након промене режима.
| Година (1. јан.) | Становника | ±    | Станова | Белешке |
| ---------------- | ---------- | ---- | ------- | ------- |
| 1990             | 10.597     |      | 3.950   | Попис   |
| 1991             | 10.523     | −74  | 3.983   |         |
| 1992             | 10.417     | −106 | 3.994   |         |
| 1993             | 10.304     | −113 | 4.005   |         |
| 1994             | 10.128     | −176 | 4.005   |         |
| 1995             | 10.420     | 292  | 4.005   |         |
| 1996             | 10.333     | −87  | 4.007   |         |
| 1997             | 10.271     | −62  | 4.015   |         |
| 1998             | 10.150     | −121 | 4.019   |         |
| 1999             | 10.117     | −33  | 4.019   |         |
| 2000             | 10.061     | −56  | 4.006   |         |
| 2001             | 10.240     | 179  | 4.011   | Попис   |
| 2002             | 10.181     | −59  | 4.006   |         |
| 2003             | 10.047     | −154 | 3.999   |         |
| 2004             | 9.935      | −112 | 3.994   |         |
| 2005             | 9.786      | −149 | 3.988   |         |
| 2006             | 9.640      | −146 | 3.986   |         |
| 2007             | 9.545      | −95  | 3.984   |         |
| 2008             | 9.394      | −151 | 3.985   |         |
| 2009             | 9.215      | −179 | 3.995   |         |
| 2010             | 9.049      | −166 | 4.001   |         |
| 2011             | 9.008      | −41  | 3.978   | Попис   |
| 2012             | 8.985      | −23  | 3.978   |         |
| 2013             | 8.869      | −116 | 3.981   |         |
| 2014             | 8.749      | −120 | 3.981   |         |
| 2015             | 8.678      | −71  | 3.985   |         |
| 2016             | 8.563      | −115 | 3.985   |         |
| Извор: Цензус    |            |      |         |         |